# Gulf Cup
Gulf Cup neboli Pohár Perského zálivu je fotbalový turnaj, kterého se účastní fotbalové reprezentace států Rady pro spolupráci arabských států v Zálivu. Turnaje se zúčastní 4 týmy, které postoupí z osmičlenné kvalifikace.
Byl založen na LOH 1968 v Mexiku zástupci čtyř zemí Perského zálivu. První ročník se odehrál v roce 1970 v Bahrajnu a vítězem se stala reprezentace Kuvajtu, která je s deseti tituly nejúspěšnější zemí turnaje.
V roce 2003 vyhrál s kuvajtským národním týmem tuto soutěž český trenér Milan Máčala.

## Přehled vítězů
| Rok    | Hostitel       | Vítěz          | Skóre     | 2. místo       |
| ------ | -------------- | -------------- | --------- | -------------- |
| 2023   | Irák           |                |           |                |
| 2019   | Katar          | Bahrajn        | 1:0       | Saúdská Arábie |
| 2017–8 | Kuvajt         | Omán           | 0:0 (5:4) | SAE            |
| 2014   | Saúdská Arábie | Katar          | 2:1       | Saúdská Arábie |
| 2013   | Bahrajn        | SAE            | 2:1 (PP)  | Irák           |
| 2010   | Jemen          | Kuvajt         | 1:0       | Saúdská Arábie |
| 2009   | Omán           | Omán           | 0:0 (6:5) | Saúdská Arábie |
| 2007   | SAE            | SAE            | 1:0       | Omán           |
| 2004   | Katar          | Katar          | 2:2 (5:4) | Omán           |
| 2003–4 | Kuvajt         | Saúdská Arábie | skupina   | Bahrajn        |
| 2002   | Saúdská Arábie | Saúdská Arábie | skupina   | Katar          |
| 1998   | Bahrajn        | Kuvajt         | skupina   | Saúdská Arábie |
| 1996   | Omán           | Kuvajt         | skupina   | Katar          |
| 1994   | SAE            | Saúdská Arábie | skupina   | SAE            |
| 1992   | Katar          | Katar          | skupina   | Bahrajn        |
| 1990   | Kuvajt         | Kuvajt         | skupina   | Katar          |
| 1988   | Saúdská Arábie | Irák           | skupina   | SAE            |
| 1986   | Bahrajn        | Kuvajt         | skupina   | SAE            |
| 1984   | Omán           | Irák           | 1:1 (3:2) | Katar          |
| 1982   | SAE            | Kuvajt         | skupina   | Bahrajn        |
| 1979   | Irák           | Irák           | skupina   | Kuvajt         |
| 1976   | Katar          | Kuvajt         | 4:2       | Irák           |
| 1974   | Kuvajt         | Kuvajt         | 4:0       | Saúdská Arábie |
| 1972   | Saúdská Arábie | Kuvajt         | skupina   | Saúdská Arábie |
| 1970   | Bahrajn        | Kuvajt         | skupina   | Bahrajn        |

## Historická tabulka
| Počet titulů | Reprezentace   | Vítězné roky                                               |
| ------------ | -------------- | ---------------------------------------------------------- |
| 10           | Kuvajt         | 1970, 1972, 1974, 1976, 1982, 1986, 1990, 1996, 1998, 2010 |
| 3            | Irák           | 1979, 1984, 1988                                           |
| 3            | Katar          | 1992, 2004, 2014                                           |
| 3            | Saúdská Arábie | 1994, 2002, 2003–4                                         |
| 2            | Omán           | 2009, 2017–8                                               |
| 2            | SAE            | 2007, 2013                                                 |
| 1            | Bahrajn        | 2019                                                       |
| 0            | Jemen          |                                                            |